# Prisjol soldat s fronta
Prisjol soldat s fronta (russisk: Пришёл солдат с фронта) er en sovjetisk spillefilm fra 1971 af Nikolaj Gubenko.

## Medvirkende
- Mikhail Gluzskij som Ivan Mensjikov
- Irina Mirosjnitjenko som Vera Kurkina
- Nikolaj Gubenko som Nikolaj Maksimovitj Jegorov
- Lena Smirnova som Nadenka Jegorova
- Misja Rodjakov som Lesjenka